# (4355) Memphis
(4355) Memphis est un astéroïde de la ceinture principale.

## Description
(4355) Memphis est un astéroïde de la ceinture principale. Il fut découvert par Cornelis Johannes van Houten et Tom Gehrels le 17 octobre 1960 à l'observatoire Palomar. Il présente une orbite caractérisée par un demi-grand axe de 2,57 UA, une excentricité de 0,043 et une inclinaison de 14,08° par rapport à l'écliptique.
Il fut nommé en référence à la ville de Memphis, capitale du premier nome de Basse-Égypte, le nome de la Muraille blanche. Ses vestiges se situent près des villes de Mit-Rahineh et d'Helwan, au sud du Caire.

## Compléments